# Dolné Kočkovce
Dolné Kočkovce (em húngaro: Alsókocskóc) é um município da Eslováquia, situado no distrito de Púchov, na região de Trenčín. Tem 6,12 km² de área e sua população em 2018 foi estimada em 1.230 habitantes.

## Demografia
| Ano:        | 1994 | 2004   | 2014   | 2024   |
| ----------- | ---- | ------ | ------ | ------ |
| Broj ljudi: | 1158 | 1196   | 1226   | 1177   |
| Razlika:    |      | +3,28% | +2,50% | -3,99% |

| Ano:               | 2023 | 2024   |
| ------------------ | ---- | ------ |
| Número de pessoas: | 1176 | 1177   |
| Diferença:         |      | +0,08% |